# Langsnuitdolfijn
De langsnuitdolfijn of spinnerdolfijn (Stenella longirostris) is een dolfijnensoort die voorkomt in tropische en subtropische wateren over de gehele wereld. De naam "spinnerdolfijn" dankt hij aan de sprongen die hij uit het water maakt, waarbij hij regelmatig om zijn lengteas spint.

## Beschrijving
De langsnuitdolfijn is een slanke, gespierde, torpedovormige dolfijnensoort met een smalle middelgrote tot lange snuit. De rugvin is groot, driehoekig of sikkelvormig en in het midden van de rug geplaatst. De staartvin is spits. Bij mannetjes is de onderzijde van de staart gekield, en soms ook de bovenzijde. De grote spitse flippers zijn zwart tot lichtgrijs van kleur. Bij oudere mannetjes zijn de flippers aan de voorzijde hoekig. De langsnuitdolfijn heeft van alle walvisachtigen het grootste aantal tanden: 45 tot 65 scherpe, kegelvormige tanden in elke kaak.
Qua lichaamsgrootte, kleur en tekening is de langsnuitdolfijn de meest variabele dolfijnensoort. De meeste dieren hebben een donkergrijze, bruine of zwarte rug die overgaat in een lichtergrijze of gelige flank en een meestal witte of lichtgrijze buik. In sommige populaties zijn een gele of paarsachtige buik meer algemeen. Meestal zijn de lippen donker omrand en loopt er een donkere tot lichtgrijze streep tussen het oog en de flipper. 
De langsnuitdolfijn wordt 130 tot 240 cm lang en 45 tot 75 kg zwaar. Mannetjes zijn meestal 170 tot 240 cm, vrouwtjes 170 tot 220 cm.

## Verspreiding en leefgebied
De langsnuitdolfijn komt voor in de tropische en subtropische wateren van de Atlantische, de Indische en de Stille Oceaan. Hij kan zowel voor de kust als op open zee worden aangetroffen. De soort wordt regelmatig waargenomen voor de kust van Hawaï, Mexico, Bali en Japan.

## Leefwijze
De langsnuitdolfijn leeft in grote groepen. In kustwateren bestaan groepjes uit tien tot honderd dieren, maar op open zee kunnen scholen aangetroffen worden van honderden tot meer dan tienduizend dieren. In deze grote scholen kunnen de dolfijnen in enkele maanden meer dan duizend kilometer afleggen. Vaak sluiten de pelagische dolfijnen zich aan bij scholen van andere walvisachtigen, voornamelijk slanke dolfijnen (Stenella attenuata) en Atlantische gevlekte dolfijnen (Stenella frontalis), en met grotere tonijnensoorten als de geelvintonijn (Thunnus albacares). Het samenleven met tonijnen heeft waarschijnlijk voor beide dieren voordeel. De geelvintonijn profiteert van het vermogen van de dolfijnen om prooivissen op te sporen met behulp van echolocatie, en de langsnuitdolfijn profiteert van de gewoonte van de tonijnen om onder de dolfijnen te zwemmen, waardoor zij sneller bewegingen kunnen waarnemen, waaronder aanvallende haaien, en tevens als buffer dienen tegen deze aanvallen.
Langsnuitdolfijnen die leven langs de kust van Hawaï rusten overdag in groepjes langs ondiepe kusten en in beschutte baaien. Hier is de zee rustiger en haaien uit diepere wateren, de belangrijkste vijand van de dolfijnen, zeldzamer en makkelijker waarneembaar. 's Nachts gaan ze op meer dan een kilometer van de kust op jacht. Tijdens de jacht valt het groepje uiteen in kleinere groepjes. Regelmatig trekken de dieren ook op met dolfijnen van andere groepjes. Hierdoor wisselt de groepssamenstelling regelmatig, en bevat een groepje zelden voor langere tijd achter elkaar dezelfde leden. Binnen een groepje bestaan wel meestal hechtere subgroepjes van vier tot acht waarschijnlijk verwante dieren, die tot vier maanden of zelfs langer (misschien zelfs een heel leven lang) met elkaar optrekken. Als dieren na een lange tijd elkaar weerzien, gaat de ontmoeting gepaard met sprongen uit het water, het rondtollen in de lucht, slagen met de staart en verscheidene geluiden. Typische geluiden van de langsnuitdolfijn zijn klikkende en fluitende geluiden.
Langsnuitdolfijnen vergezellen vaak schepen, waarbij ze meer dan een half uur met de boeggolf meezwemmen, langer dan de meeste andere dolfijnen. De langsnuitdolfijn is te herkennen aan de hoge, verticale sprongen uit het water, waarbij hij meerdere malen (tot zeven keer) om zijn lichaamsas draait. Het is de enige dolfijn waarbij dit gedrag regelmatig wordt waargenomen. Enkel van de verwante Clymene-dolfijn (Stenella clymene) is bekend dat hij soms ook om zijn lengteas spint tijdens het springen, maar laat dit gedrag lang niet zo vaak zien als de langsnuitdolfijn en draait meestal ook niet meerdere keren om zijn as. De langsnuitdolfijn kan een snelheid van 20 km/u een uur lang volhouden.
De langsnuitdolfijn jaagt op kleine tot middelgrote vissen en pijlinktvissen. Het dieet overlapt met dat van de slanke en de gevlekte dolfijn en voedselconcurrentie tussen de soorten zou kunnen voorkomen. In bijvoorbeeld de Oostelijke Stille Oceaan gaan de dieren dit uit de weg doordat de langsnuitdolfijnen in diepere wateren jagen (tot ongeveer honderd meter diepte) dan de meer aan het oppervlak jagende slanke dolfijnen. Sommige populaties langsnuitdolfijnen jagen 's nachts om de concurrentie uit de weg te gaan. De meeste andere dolfijnensoorten, als de Atlantische gevlekte dolfijn, jagen over het algemeen overdag.
Jongen worden met intervallen van zo'n drie jaar geboren. Na een draagtijd van tien tot elf maanden wordt één jong geboren, meestal in de lente of de herfst. Bij de geboorte is het jong zo'n 75 cm lang. Het jong wordt 11 tot 19 maanden lang gezoogd. Vrouwtjes zijn na vier tot zes jaar geslachtsrijp, mannetjes na zes tot negen jaar.

## Ondersoorten
Er worden vier ondersoorten onderscheiden:
- Hawaiispinner (Stenella longirostris longirostris) - wereldwijd in alle tropische en subtropische wateren
- Oostelijke spinner (Stenella longirostris orientalis) - pelagische tropische wateren van de Oostelijke Stille Oceaan
- Costa-Ricaspinner (Stenella longirostris centroamericana) - rond de Pacifische kust van Midden-Amerika
- Stenella longirostris roseiventris - een dwergvorm uit de ondiepe wateren van Zuidoost-Azië en Noord-Australië

In de Stille Oceaan leeft een hybride tussen de Hawaiispinner en de oostelijke spinner, de witbuikspinner.

## Relatie met de mens
De langsnuitdolfijn is een algemene en wijdverbreide dolfijn. In de jaren zestig en zeventig van de twintigste eeuw zijn de aantallen van de soort in de Oostelijke Stille Oceaan sterk gedaald, voornamelijk door de voor de tonijnvisserij gebruikte sleepnetten. In deze netten raakten behalve tonijn ook dolfijnen verstrikt. Het ging hierbij voornamelijk om langsnuitdolfijnen en slanke dolfijnen, die vaak samen met tonijn in scholen leven. Vissers hebben baat bij de associatie tussen de twee soorten, omdat dolfijnen naar boven moeten komen om adem te halen en daardoor beter zichtbaar zijn dan de tonijnen. Netten worden daarom juist uitgezet op de plekken waar langsnuitdolfijnen boven water komen. 
De afgelopen vijfentwintig jaar zijn "dolfijnvriendelijke" netten ontwikkeld, waaruit de dolfijnen kunnen ontsnappen. Ook gaan er vaak duikers mee, die proberen niet-bewegende, zich voor dood houdende dolfijnen uit het net te helpen. Hierdoor is het aantal in netten verstrikt geraakte langsnuitdolfijnen sterk gedaald (bij Amerikaanse vissersschepen is het aantal door bijvangst gevangen langsnuitdolfijnen gedaald van 180.000 dieren in 1973 tot iets meer dan honderd in 1993), maar bijvangst komt nog steeds voor. In de jaren tachtig werd het aantal langsnuitdolfijnen in de Oostelijke Stille Oceaan geschat op iets meer dan anderhalf miljoen dieren.
De langsnuitdolfijn wordt soms gehouden in dolfinaria, maar de overlevingskansen zijn klein.